# Christoph Heinrich Zeibich

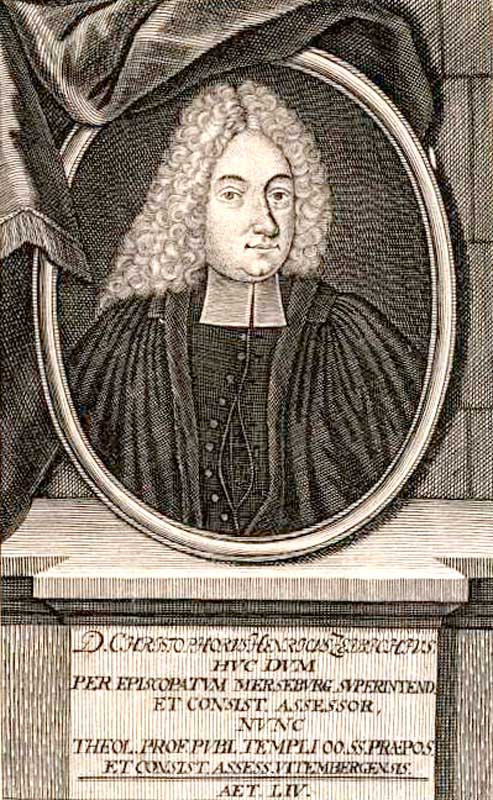
Christoph Heinrich Zeibich

Christoph Heinrich Zeibich (* 28. Juni 1677 in Mölbis; † 24. Juni 1748 in Wittenberg) war ein deutscher lutherischer Theologe.

## Leben
Zeibich wurde als Sohn des Administrators der Güter Mölbis und Oelzschau, Johann Zeibich, und dessen Frau Marie Stempel († 21. Mai 1707) geboren. Er erhielt seine erste Bildung in Zeitz durch einen Privatlehrer und besuchte von 1692 bis 1696 das Gymnasium in Altenburg. Zeibich immatrikulierte sich am 30. Juni 1696 an der Universität Wittenberg und studierte zunächst an der philosophischen Fakultät. Durch den Erhalt eines kurfürstlichen Stipendiums wurde er vor allem von Christian Röhrensee gefördert.
In Wittenberg erwarb er sich am 29. April 1698 den akademischen Grad eines Magisters der philosophischen Wissenschaften und fand am 7. April 1703 Aufnahme als Adjunkt an der philosophischen Fakultät. Nach Aufnahme in die theologische Fakultät erwarb er am 13. Oktober 1706 den akademischen Grad eines Lizentiaten der Theologie und ging als Pastor und Superintendent nach Baruth.
Am 11. März 1710 promovierte er an der Wittenberger Hochschule zum Doktor der Theologie und wechselte als Superintendent 1711 in die Ephorie Eilenburg. Nachdem er mehrere Berufungen ausgeschlagen hatte, ging er 1724 als sächsischer Oberhofprediger, Oberkonsistorial- und Kirchenrat sowie Generalsuperintendent an den Weimarer Hof. Vom Januar 1729 bis Ende 1731 war er als Superintendent und Konsistorialassessor in Merseburg tätig und trat 1732 die dritte Professur der Theologie an der Universität Wittenberg an, womit er Propst an der Wittenberger Schlosskirche und Assessor am Wittenberger Konsistorium wurde.
Zeibich hatte sich besonders als Hymnologe einen Namen gemacht. Zudem beteiligte er sich auch an den organisatorischen Aufgaben der Wittenberger Bildungseinrichtung. So war er in den Sommersemestern 1733, 1735, 1737, 1739 sowie in den Wintersemestern 1740, 1742, 1744 und 1746 Dekan der theologischen Fakultät. In den Wintersemestern 1734 und 1740 leitete er als Rektor die Geschicke der Universität.
Nachdem er bis 1748 zum Primarius der theologischen Fakultät aufgestiegen war, starb er noch im selben Jahr. Am 28. Juni 1748 wurde Zeibichs Leichnam in der Wittenberger Schlosskirche beigesetzt.

## Familie
Aus seiner 1713 in Eilenburg geschlossenen Ehe mit Dorothea Elisabeth (* vor 1695; † nach 24. Juni 1748), der Tochter des Dr. jur. in Dresden Christfried Wächtler (* 18. November 1652 in Grimma; † 5. September 1732 in Dresden) und dessen Frau Anna Margaretha Berlich (* 2. August 1651 in Dresden; † 9. März 1729 ebenda) stammen acht Kinder:
1. Heinrich August Zeibich (* und † 6. November 1713 in Eilenburg)
2. Christina Charlotta Zeibich (* 19. Januar 1715 in Eilenburg) verh. 1733 mit Dr. jur. in Dresden Daniel Andreas Herold (war beim Tod des Vaters Witwe)
3. Auguste Elenora (* 17. Juli 1716 in Eilenburg; † 1739) verh. 1737 mit dem brandenburgischen Hof und Kammergerichtsrat in Berlin Jacob Ludwig Truzettel
4. Carl Heinrich Zeibich (* 19. Juli 1717 in Eilenburg; † 5. August 1736 in Wittenberg)
5. Erdmuth Sophia Zeibich (* 13. April 1719 in Eilenburg) verh. 12. Februar 1739 in Wittenberg mit Johann Andreas Boden, Propst und Sup. in Schlieben
6. Christian Friedrich Zeibich (* 2. Juli 1720 in Eilenburg; † 22. Februar 1747 in Wittenberg) war Notar
7. Gottlob Erdmann Zeibich (* 20. November 1722 in Eilenburg; † 10. Februar 1747 in Wittenberg) Mag. Phil und a.o. Prof. phil. Uni. Wittenberg
8. Johann Heinrich August Zeibich (* 22. Juli 1729 in Merseburg; † 30. März 1787 in Gera) Student der Theologie, Gymnasialprofessor für Rhetorik in Gera

## Werke (Auswahl)
- (Als Respondent) Exercitatio moralis: De religione voti. Kreusig, Wittenberg 1699. (Digitalisat)
- An sacrificia sint religionis naturalis. Wittenberg 1699.
- De Quaestione: Quid liceat in hominum demortuorum corpora. (Resp. Christian Scheucker) Kreusig, Wittenberg 1700. (Digitalisat)
- De moralitate ritus, caput aperiendi in sacris. (Resp. Johannes Gottfried Roschau) Gerdes, Wittenberg 1704. (Digitalisat)
- De praedestinatione & reprobatione infantum Tractatus Thetico-Polemicus. Meisel, Wittenberg 1704, 1709. (Digitalisat der editio secunda von 1709)
- Epistola de filiis parentum plebejorum eruditis. 1704.[1]
- Das Versöhnfest Gottes mit seiner Kirche. 1706.[2]
- Gottselige Verklärungsgedanken, in einer Baruthischen Gast-Prob- und Anzugs-Predigt vorgetragen. Gerdes, Wittenberg 1708.
- Angehende Prediger als auf gefahlichen Wassern. 1708.[3]
- Genealogische Tabellen über das uralte Reichsgräfliche Haus zu Solms, von dessen ersten bis zu den jetzigen Zeiten, nebst beigefügten historischen Erläuterungen vom ersten Ursprunge glorieusen Fortgange. Zimmermann, Berlin/Wittenberg/Zerbst 1709. (Digitalisat)
- Vorrede zur Passion, wie sie in Baruth gesungen worden, von des Heiligen Ignazii gekreuzigten Liebe. 1709.[4]
- Tugend und Lasterspiegel, 1709
- Schediasma historico-theologicum, de theologis ad tempus commodatis, quo memoriam doctorum aliquot divini coetus insigniorum recolit, eorundemque integritatem et famam contra lógos stēliteutikos tōn ex enantias vindicat. Lanckis, Leipzig 1709. (Digitalisat)
- Schriftmäßiger Lehrsatz von Erleuchtung der Unbekehrten. Meisel, Wittenberg 1710. (Digitalisat)
- Philippi erster und anderer Zuspruch oder Unterricht von der heiligen Schrifft, Alten und Neuen Testament. Meisel, Wittenberg 1716.
- Baruthisches, nachmals Eilenburgisches Gesang und Gebetbuch. Lackisch, Leipzig 1711.
- Schöne Jugend des Gottgeheiligten Samuel. 1712.
- Restauration einer Schrift, die Hällischern Anstalten betreffend unter dem Titel: kurze Gegenverteidigung. 1711.
- Tractat de loquendi modis a Servatore crucifixo & mortuo desumtis, in capite de renovatione caute adhibendis. Leipzig 1712.
- Die bei schönen Bergen erhabenen Gnaden-Thäler, bey solenner Einweyhung der durch Schönbergische Freygibigkeit aufgeführten Thammenhaynischen Hoff=Kirche. Tietzen, Leipzig 1713.
- Des Herrn Jesu heilige Paßions-Stunden, wolte, Nach Anleitung gehabter Paßions-Lehr-Art, Begierigen Seelen welche allhier JEsum den gecreutzigten suchen, Schrifftmäßig anzeigen. Lanckisch, Leipzig 1713.
- Prog. Ad Orationem Scholasticam de Solisidianismi convitio, in quo doctrina de illuminatione non piorum vindicatur. 1714.
- Kondolezschreiben an den Herrn Bodenhausen, von der Fanicatorium leidigem Troste beym Absterben der Wöcherinnen, beim Absterben dero Gemalin. 1715.
- Jesu Zuspruch: Hie bin ich, hie bin ich. Leichenpredigt auf den Cammerherrn von Holtzendorf, 1716
- Besonderes Aufsehen Gottes auf sein Lutgherisches Zion. Lanckisch, Leipzig 1718.
- Menita Harmoniam Evangelicam condituris salutaria. 1719.
- Davidis aufgeforderter Ritter der alten Treue und Redlichkeit. 1719.
- Piis desideriis expetita audientium Phylacteria. 1720.
- Servator, maximum, in quod intueamur Exemplum 1724
- Vorrede zum edierten PsalterBuche, von der Vortreflichkeit und Nutzbarkeit des Psalters, 1724
- Biblia exegetica, Das ist: Die Heilige Bibel, Wobey Die herrliche Ubersetzung Lutheri, sonder Aenderung, beybehalten ... folglich Der Kern Aus fleissiger vieljähiger Lesung alt- und neuer Exegeten dargelegt ..., so wohl Die Lebens-Beschreibungen heil. Scribenten, nebst solider Einleitung in iedes Buch, samt nöthigen Genealogien und Chronologien, hinzugefüget werden. 1726.
- Der Thurn Eder. 1726.
- Weimarische Katechismushistorie. Weimar 1727.
- Oratio de usu Sacrae Conae frequentiori, in intructione novi Rectoris Merseburgensis habita. 1731.
- Historische Lebens Beschreibung der Stifftssuperintendenten in Merseburg. Leipzig 1732. (Online)
- Wittenbergische An und Merseburgische Abschiedspredigt. Wittenberg 1733.
- Progr. De hominibus bonis & hominibus Dei. 1732.